# Карапетов, Амбарцум Иванович
Амбарцум Иванович Карапетов (1853 — ?) — российский архитектор конца XIX — начала XX века, работавший в Тамбовской и Таврической губерниях. Создал проекты множества культовых сооружений, работал в гражданском строительстве.

## Биография

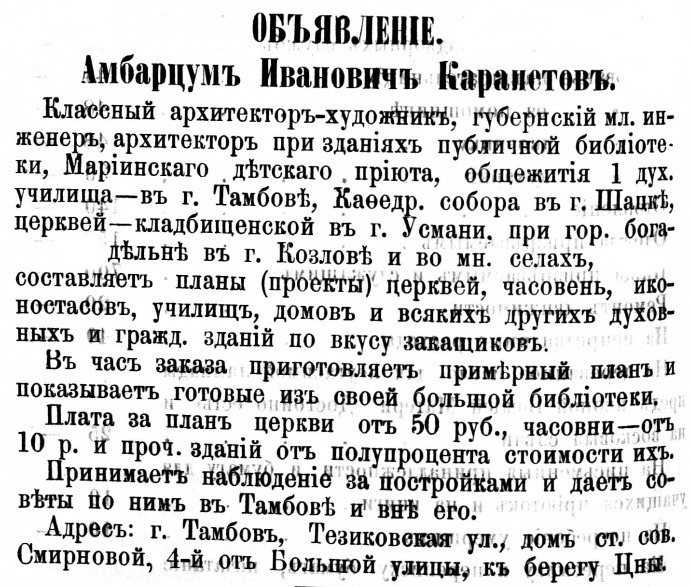
Реклама услуг архитектора А. И. Карапетова в журнале Тамбовския Епархиальныя Ведомости. 1885 г. № 11

Родился в 1853 году в армянской семье. С 1876 по 1881 годы проходил обучение в Императорской Академии художеств, по окончании которой был удостоен малой серебряной (второго достоинства) медали. В 1882 году создал проект каменного здания для городской картинной галереи с отделением для постоянной выставки, за что получил звание классного художника архитектуры 3-й степени. 8 июля 1882 года назначен младшим инженером строительного отделения Тамбовского губернского правления.
В Козлове (ныне Мичуринск) им построена бывшая церковь Николаевского приюта. Храм был увенчан высокой шатровой восьмигранной видимой отовсюду колокольней. Известно, что она была основана в 1885 году и освящена во имя святителя и чудотворца Николая. Средства для храма пожертвовал козловский купец и бывший церковный староста В. Е. Иловайский, а также железнодорожные служащие. По соседству с Николаевским богаделенским храмом в 1888 году была возведена часовня (в настоящее время не сохранилась) в память о 900-летии Крещения Руси.
В Тамбовской губернии он стал автором арженского особняка (ныне Рассказово) крупного землевладельца и фабриканта М. В. Асеева. Для приюта основанного Асеевым, в 1892 году Карапетов также построил церковь Екатерины Великомученицы.
В конце XIX — начале XX века много работал не только в Тамбовской, но и в Таврической губернии. С 29 декабря 1889 года трудился младшим инженером строительного отделения Таврического губернского правления, а в январе 1893 года повышен до младшего архитектора. В 1900 году возглавил делегацию от Таврического губернского правления на Всероссийском съезде зодчих в Москве.
В 1895 году он пристроил северный притвор к церкви Святого Иоанна Предтечи в Керчи.
Построил в стиле неоклассицизма в 1897—1900 здание казённой палаты в Симферополе улице Салгирной (ныне проспект Кирова). Здание в хорошем состоянии сохранилось до настоящего времени, наряду с кинотеатром «Симферополь» является доминантой ансамбля площади Советской. В настоящее время в нём размещён головной офис компании «Черноморнефтегаз».

Осенью 1903 года статский советник А. В. Новиков передал в дар городу Керчь участок земли, причём часть его, на возвышенности в центре посёлка Старый Карантин (ныне — микрорайон Аршинцево), он жертвовал под строительство храма. 18 июня 1904 года проект Таврического губернского архитектора А. И. Карапетова был одобрен, а 1 августа 1905 года на средства жителей прихода началось строительство. 15 февраля 1907 года относительно небольшой храм (ныне Успенская церковь, Керчь) высотой 18,1 м, рассчитанный на 350—450 человек был первоначально освящён в честь Вознесения Господня. Здание имеет три входа, 15 окон, каменную трёхъярусную колокольню высотой 19,2 м. Центральный барабан, колокольню и четыре главки венчают шлемовидные купола.

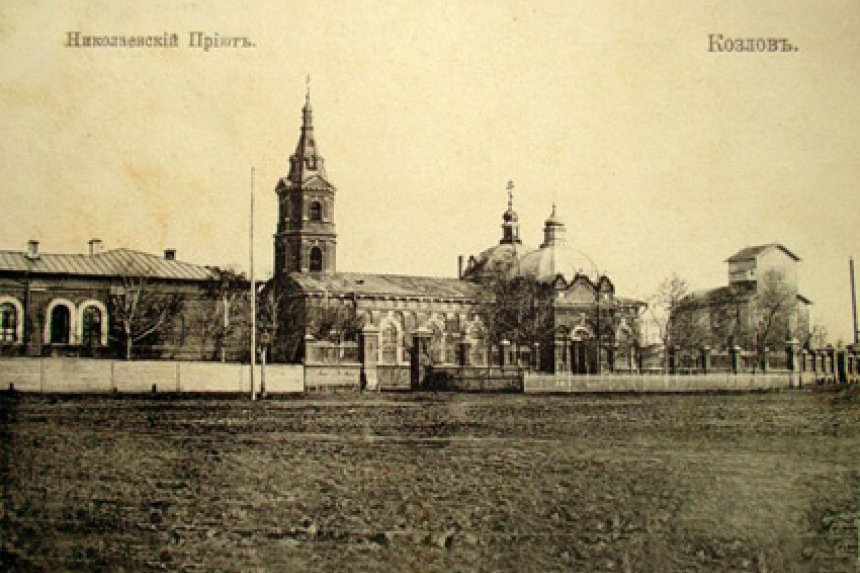
Николаевская церковь приюта в Козлове (1885, ныне Мичуринск)
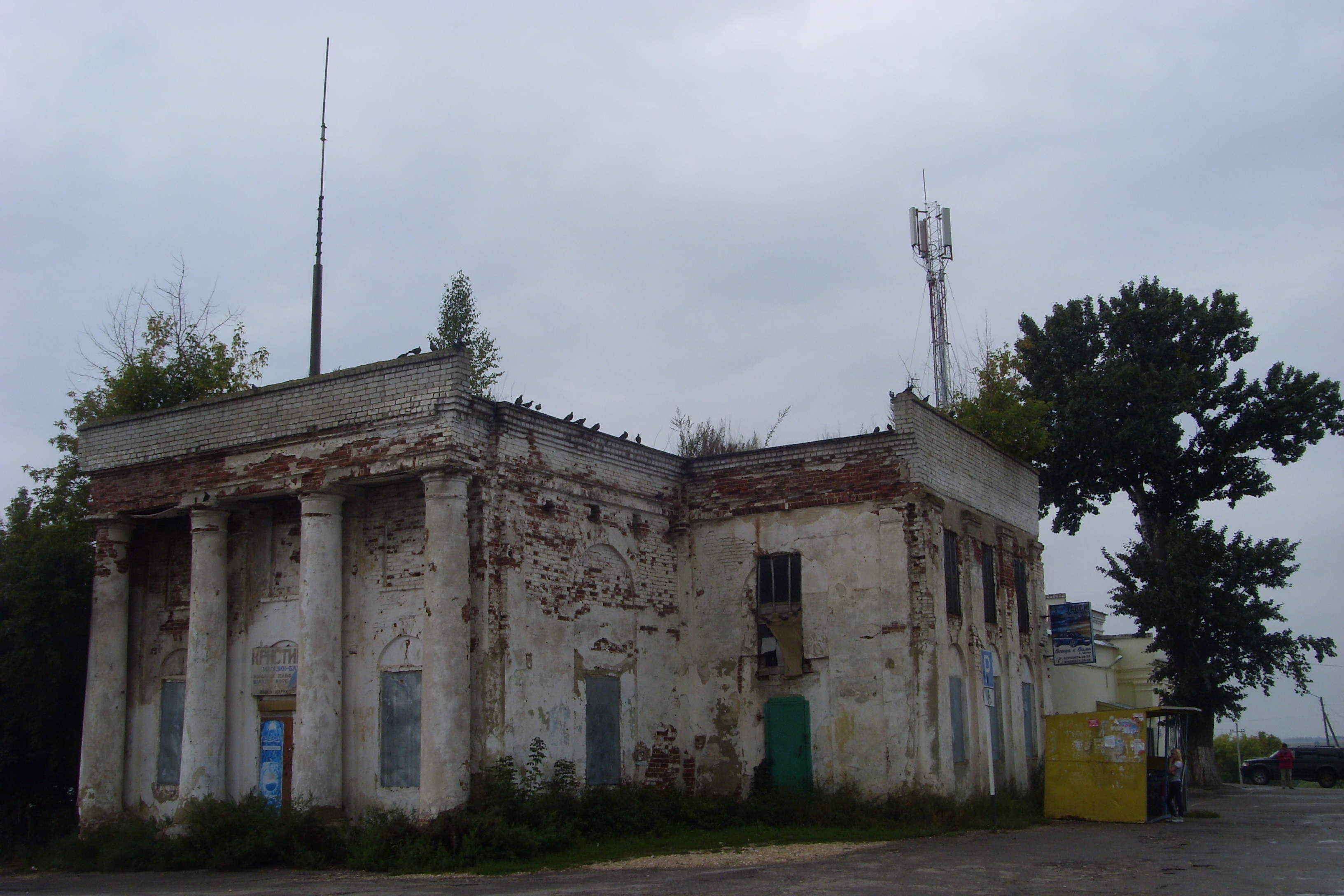
Кафедральный собор, Шацк, перестроен в автовокзал
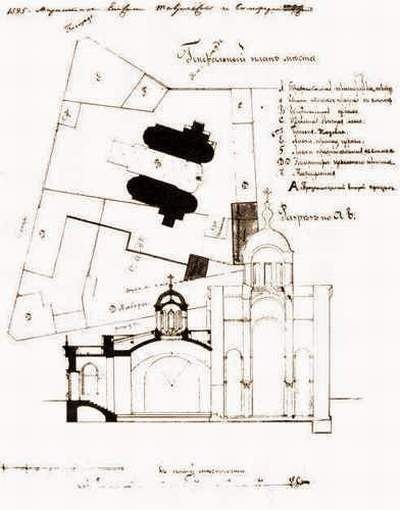
Церковь Иоанна Предтечи в Керчи. Проект пристройки северного притвора. Западный фасад. Рука А. И. Карапетова
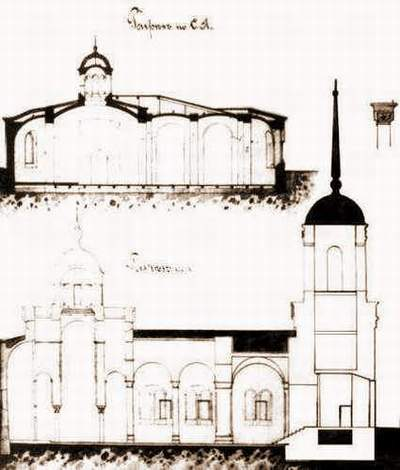
Северный фасад
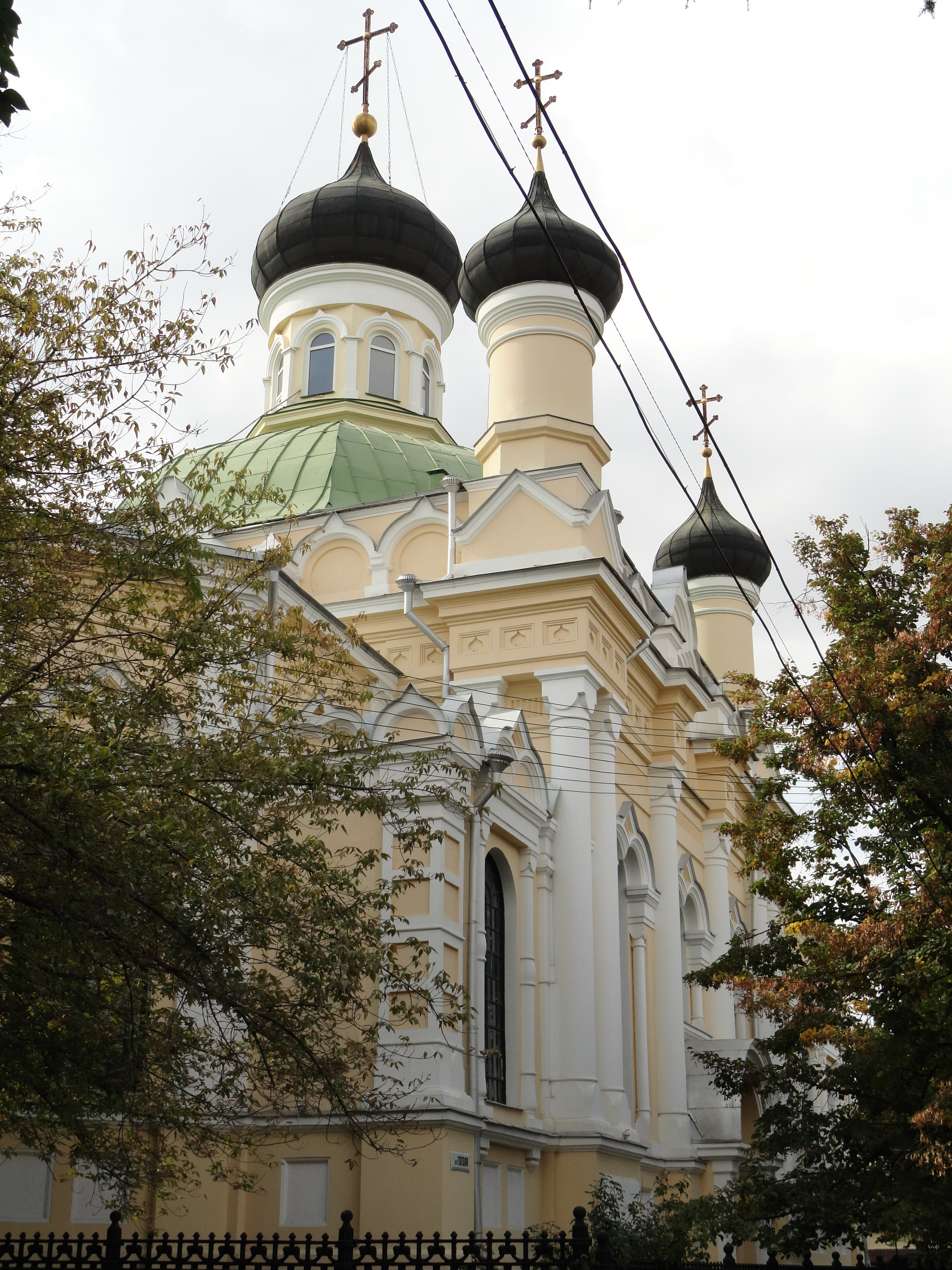
Храм Трёх Святителей (Семинарская церковь), 1900-1902,  Симферополь
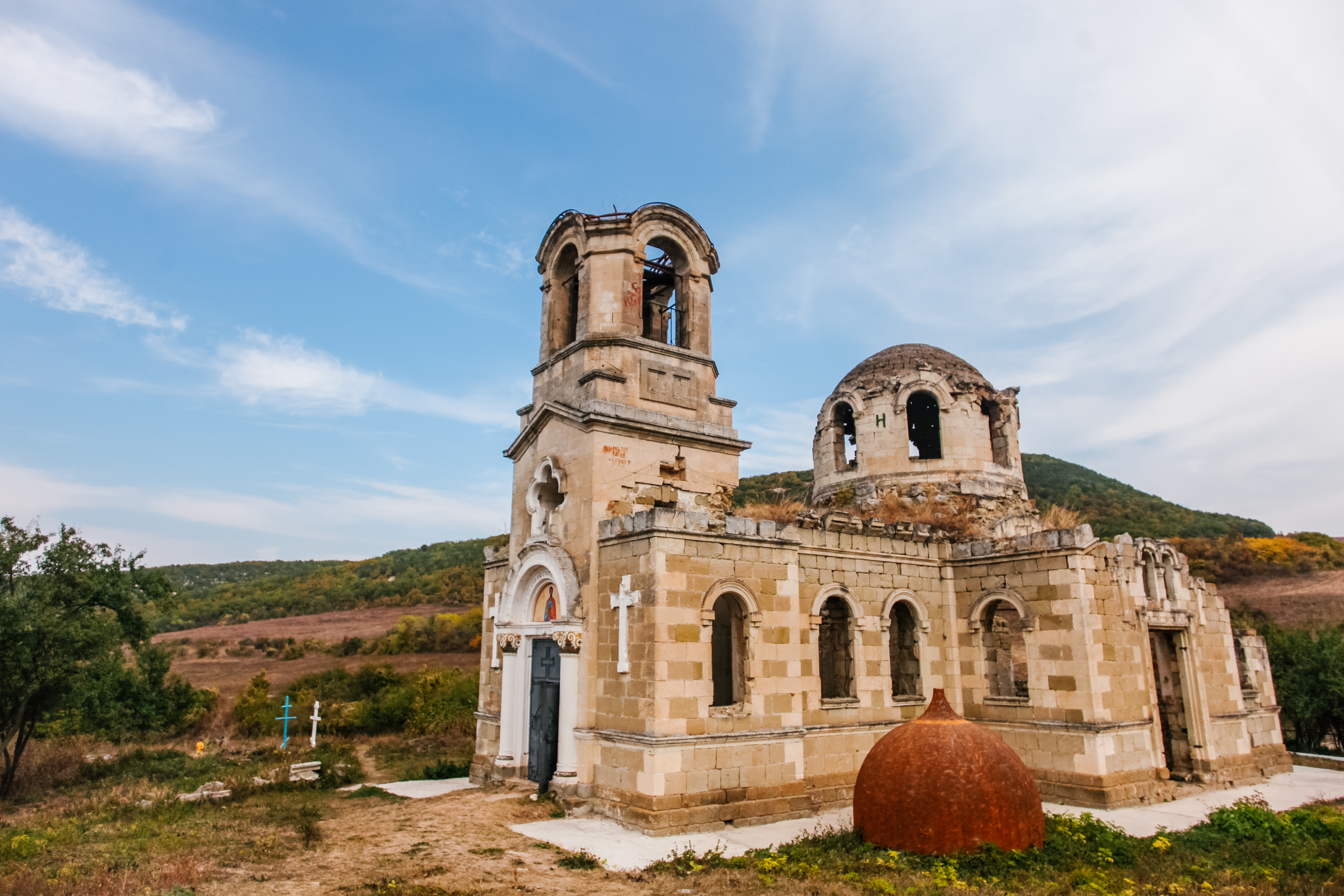
Церковь во имя Святого Апостола и Евангелиста Луки, 1904, село Лаки (до реставрации)
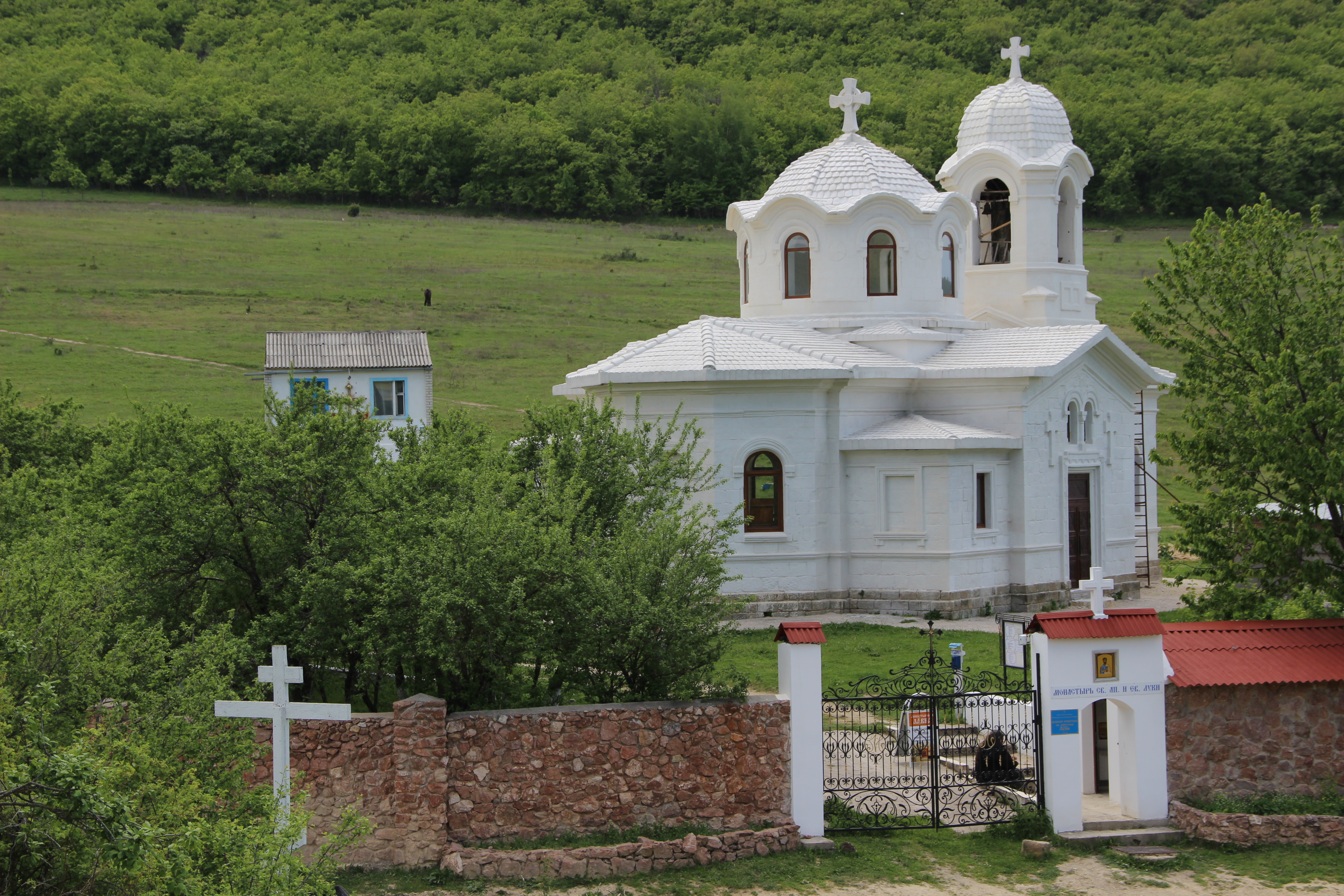
Церковь во имя Святого Апостола и Евангелиста Луки (после реставрации)
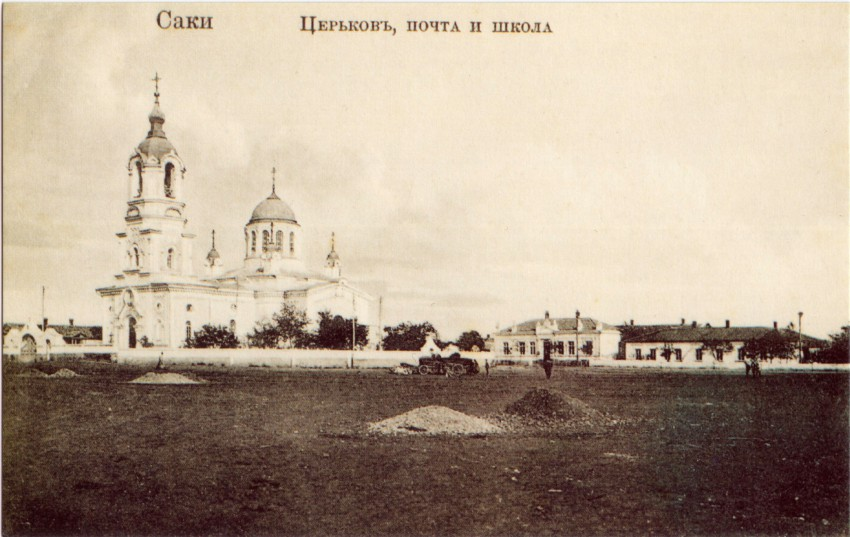
Колокольня церкви Ильи Пророка, Саки

## Известные проекты

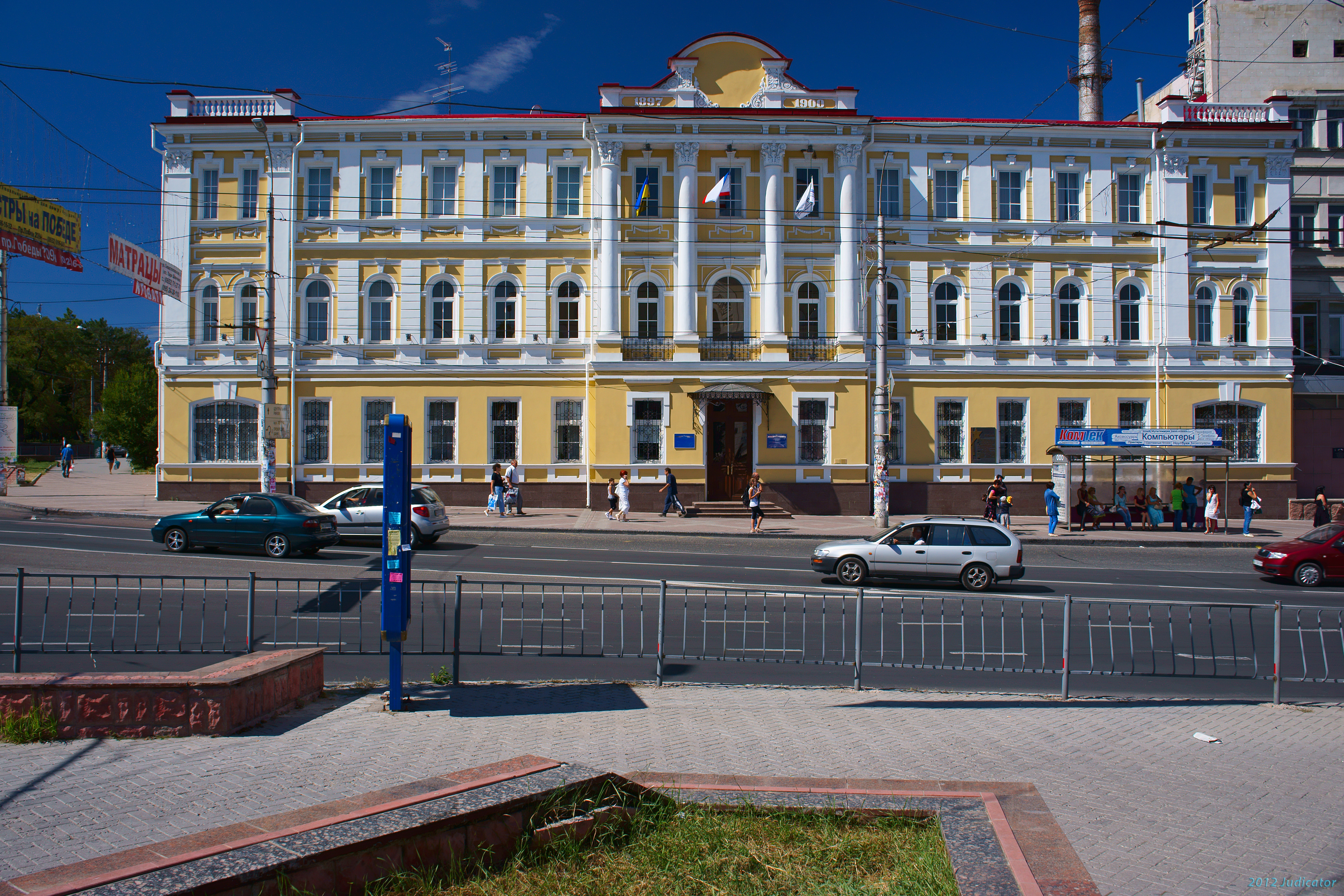
Здание казённой палаты, 1897—1900, Симферополь. Ныне головной офис компании «Черноморнефтегаз»

- Здание казённой палаты, 1897—1900, Симферополь. Ныне головной офис компании «Черноморнефтегаз»Николаевская церковь (1885 год, Козлов)[5].
- Часовня к 900-летию Крещения Руси (1888 год, Козлов)[5].
- Кафедральный собор (Шацк)
- Особняк М. В. Асеева (1892 год, Арженки, ныне Рассказово)[2].
- Церковь Екатерины Великомученицы (1892 год, Арженки, ныне Рассказово)[6].
- Северный притвор церкви Святого Иоанна Предтечи (1895—1896 годы, Керчь)[10].
- Казенная палата (1897—1900 год, Симферополь).
- Церковь Трех Святителей (Семинарская церковь) (1900—1902 годы, Симферополь).
- Церковь Св. Луки (1904 год, Лаки).
- Колокольня храма Святого Ильи (Саки).
- Церковь Вознесения Господня, ныне Храм Успения Пресвятой Богородицы (Успенская церковь) (1907 год, Керчь, Старый карантин)[11].